# Сливовые
Сли́вовые, также Минда́льные (лат. Amygdaloídeae, syn. Prunoídeae, Spiraeoídeae) — подсемейство двудольных раздельнолепестных растений, входящее в семейство Розовые (Rosaceae).

## Синонимы
- Maloideae C.Weber, 1964
- Pomoideae Juss., 1789, nom. inval.
- Prunoideae Horan., 1847
- Pyroideae Burnett, 1835
- Spiraeoideae Arn., 1832

## Классификация
Традиционно в семействе Розовые выделялись 4—5 подсемейств — Dryadoideae, Maloideae, Prunoideae/Amygdaloideae, Rosoideae и Spiraeoideae. Однако с началом использования в классификации растений метода филогенетических исследований представление о родственных связях между розовыми изменилось. В 2001 году было показано, что Amygdaloideae по традиционной классификации состоит из двух клад — Prunus—Maddenia и Exochorda—Oemleria—Prinsepia. В 2007 году Д. Поттер, Т. Эрикссон, Р. Эванс и соавторы подтвердили эти данные, в то же время они показали, что род Prunus должен быть объединён с Armeniaca, Cerasus, Amygdalus, Padus, Laurocerasus, Pygeum и Maddenia. Кроме того, подсемейства Maloideae, Spiraeoideae и Prunoideae/Amygdaloideae образовывали парафилетические группы внутри обширной клады. Таким образом, они должны быть объединены под общим названием — Поттер и Эрикссон используют название Spiraeoideae, однако правильным является название Amygdaloideae.
Классификация подсемейства по Поттеру, Эрикссону и другим, используемая на сайте GRIN:
Подсемейство Amygdaloideae/Prunoideae/Spiraeoideae
- Род Lyonothamnus A.Gray — Лионотамнус
- Род Gillenia Moench — Гилления

- Триба Amygdaleae

- Род Prunus L. — Слива

- Триба Kerrieae

- Род Coleogyne Torr. — Колеогине
- Род Kerria DC. — Керрия
- Род Neviusia A.Gray — Невиусия
- Род Rhodotypos Siebold & Zucc. — Родотипос

- Триба Neillieae

- Род Neillia D.Don — Нейлия
- Род Physocarpus (Cambess.) Raf. — Пузыреплодник

- Триба Osmaronieae

- Род Exochorda Lindl. — Экзохорда
- Род Oemleria Rchb. — Эмлерия
- Род Prinsepia Royle — Принсепия

- Триба Pyreae/Maleae

- Род Kageneckia Ruiz & Pav. — Кагенекия
- Род Lindleya Kunth — Линдлейя
- Род Vauquelinia Correa ex Bonpl. — Вокелиния

- Подтриба Pyrinae/Malinae

- Род Amelanchier Medik. — Ирга
- Род Aronia Medik. — Арония
- Род Chaenomeles Lindl. — Хеномелес
- Род Cotoneaster Medik. — Кизильник
- Род Crataegus L. — Боярышник
- Род Cydonia Mill. — Айва
- Род Dichotomanthes Kurz
- Род Docynia Decne.
- Род Eriobotrya Lindl. — Эриоботрия
- Род Hesperomeles Lindl. — Хесперомелес
- Род Heteromeles M.Roem. — Гетеромелес
- Род Malacomeles (Decne.) Engl.
- Род Malus Mill. — Яблоня
- Род Mespilus L. — Мушмула
- Род Osteomeles Lindl. — Остеомелес
- Род Peraphyllum Nutt.
- Род Photinia Lindl. — Фотиния
- Род Pseudocydonia (C.K.Schneid.) C.K.Schneid.
- Род Pyracantha M.Roem. — Пираканта
- Род Pyrus L. — Груша
- Род Rhaphiolepis Lindl.
- Род Sorbus L. — Рябина

- Триба Sorbarieae

- Род Adenostoma Hook. & Arn.
- Род Chamaebatiaria (Porter ex W.H.Brewer & S.Watson) Maxim.
- Род Sorbaria (Ser. ex DC.) A.Braun — Рябинник
- Род Spiraeanthus (Fisch. & C.A.Mey.) Maxim. — Спиреантус

- Триба Spiraeeae

- Род Aruncus L. — Волжанка
- Род Holodiscus (K.Koch) Maxim. — Голодискус
- Род Kelseya (S.Watson) Rydb.
- Род Luetkea Bong.
- Род Petrophytum (Nutt. ex Torr. & A.Gray) Rydb.
- Род Sibiraea Maxim. — Сибирка
- Род Spiraea L. — Спирея
- Род Xerospiraea Henrickson